# Гоумленд (Флорида)
Гоумленд (англ. Homeland) — переписна місцевість (CDP) в США, в окрузі Полк штату Флорида. Населення — 305 осіб (2020).

## Географія
Гоумленд розташований за координатами 27°49′6″ пн. ш. 81°49′37″ зх. д. / 27.81833° пн. ш. 81.82694° зх. д. (27.818240, -81.826968).  За даними Бюро перепису населення США в 2010 році переписна місцевість мала площу 1,08 км², уся площа — суходіл.

## Демографія
Згідно з переписом 2010 року, у переписній місцевості мешкало 366 осіб у 130 домогосподарствах у складі 97 родин. Густота населення становила 338 осіб/км².  Було 142 помешкання (131/км²).
Расовий склад населення:
| - 97,3 % — білих - 1,4 % — чорних або афроамериканців - 0,8 % — корінних американців |

До двох чи більше рас належало 0,5 %. Частка іспаномовних становила 11,2 % від усіх жителів.
За віковим діапазоном населення розподілялося таким чином: 27,3 % — особи молодші 18 років, 57,1 % — особи у віці 18—64 років, 15,6 % — особи у віці 65 років та старші. Медіана віку мешканця становила 41,8 року. На 100 осіб жіночої статі у переписній місцевості припадало 105,6 чоловіків;  на 100 жінок у віці від 18 років та старших — 92,8 чоловіків також старших 18 років.
Середній дохід на одне домашнє господарство  становив 54 475 доларів США (медіана — 43 068), а середній дохід на одну сім'ю — 66 186 доларів (медіана — 44 318). За межею бідності перебувало 35,4 % осіб, у тому числі 47,8 % дітей у віці до 18 років та 100,0 % осіб у віці 65 років та старших.
Цивільне працевлаштоване населення становило 78 осіб. Основні галузі зайнятості: освіта, охорона здоров'я та соціальна допомога — 48,7 %, транспорт — 12,8 %, мистецтво, розваги та відпочинок — 12,8 %.